# Monestir de San Vicente do Pino
El Monestir de San Vicente do Pino és un conjunt monumental situat a Monforte de Lemos, a Galícia. Està flanquejat per les restes d'un castell, del qual es conserva part de la muralla, la torre de l'homenatge (des de la qual es pot contemplar tota la vall de Lemos) i les restes del palau dels Comtes de Lemos, edifici perdut en gran part en un incendi a principis del segle xx. El monestir i les restes del palau formen l'actual Parador de Turisme de Monforte de Lemos.

## Història

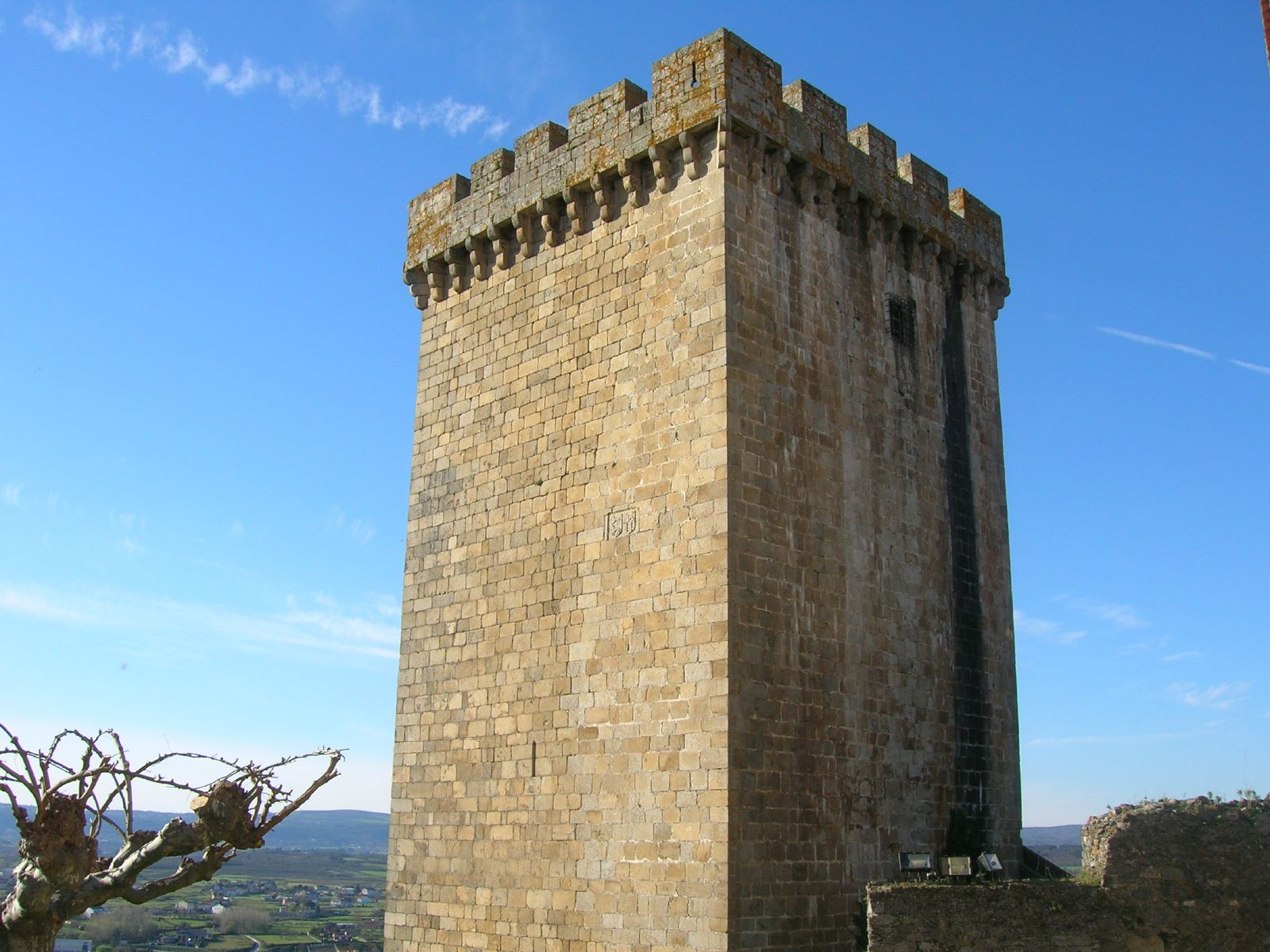
Torre de l'homenatge

El monestir es troba en el cim d'un turó al centre de la ciutat, lloc on probablement estava situat el primitiu Castro Dactonio, un poblat de la tribu celta dels Lemavos.
Tot i que els orígens del monestir es remunten al segle x, l'edificació actual data del segle xvi. Tant la façana com el claustre són d'estil neoclàssic.
L'església monacal té una portalada renaixentista, mentre que el seu interior s'emmarca en el gòtic de transició, amb una coberta de voltes estrellades sobre arcs aguts. Un òrgan barroc, que no funciona des de fa dècades, es troba en un lateral del cor. A l'altar major destaca una important pintura al·legòrica que representa la tortura de Sant Vicenç.
Es conserven també una singular imatge de Santa Anna amb la Verge i el Nen, a més d'un interessant baix relleu romànic, entre altres peces de rellevància artística. Al costat de la pila baptismal, a la dreta de la porta d'accés, trobem un sepulcre de pedra, corresponent a l'Abat Diego García, en el que es llegeix una inscripció en llatí. Aquest sepulcre està popularment relacionat amb la llegenda de "La corona de foc", de molt arrelament en la localitat, i duta a la literatura en nombroses ocasions.
Diverses parts i elements de l'església estan molt deteriorats, entre elles les valuoses pintures murals i algunes vidrieres. S'ha presentat a la Xunta de Galícia un pla de restauració amb la intenció de recuperar el seu patrimoni artístic.

## Galeria fotogràfica

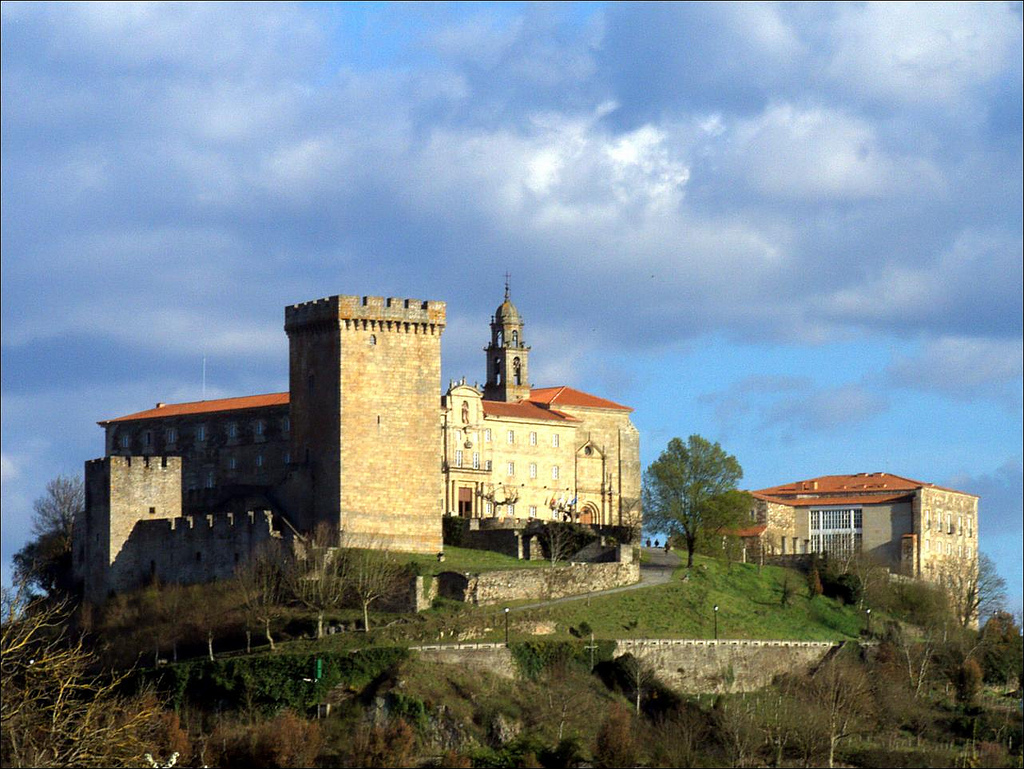
El monestir sobre el turó.
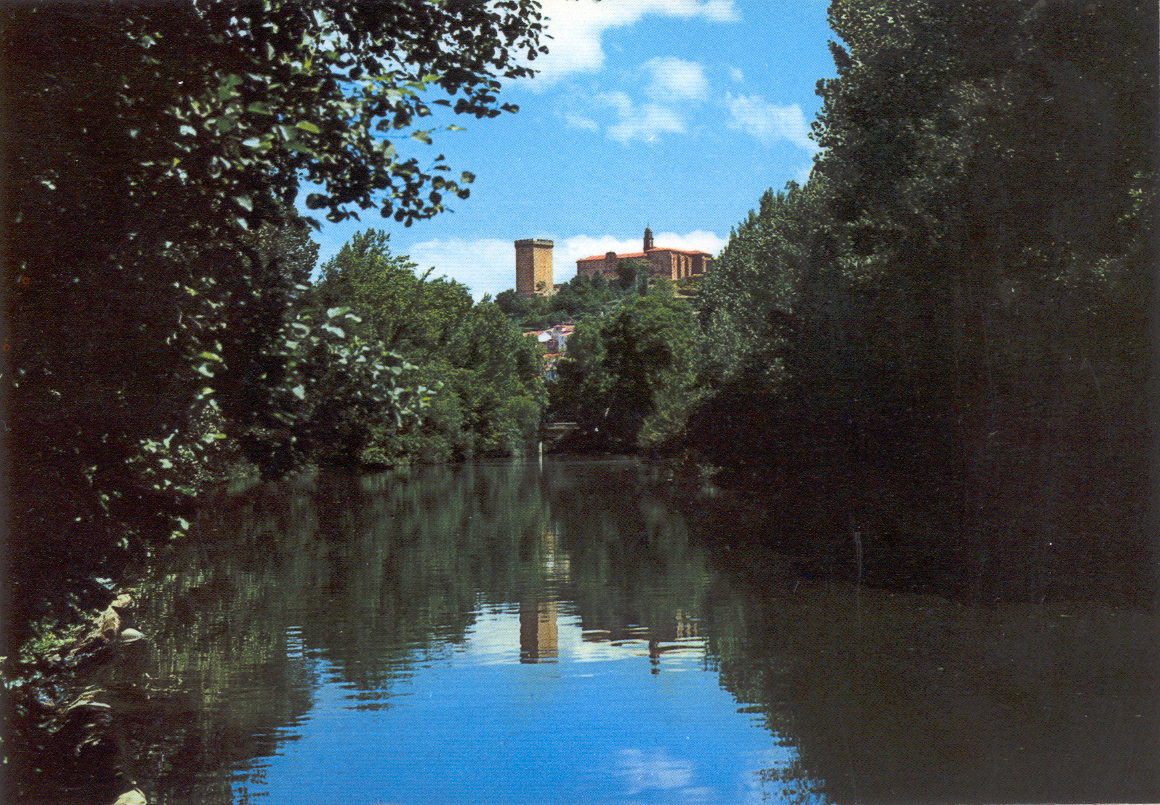
El castell vist des del riu Cabe.
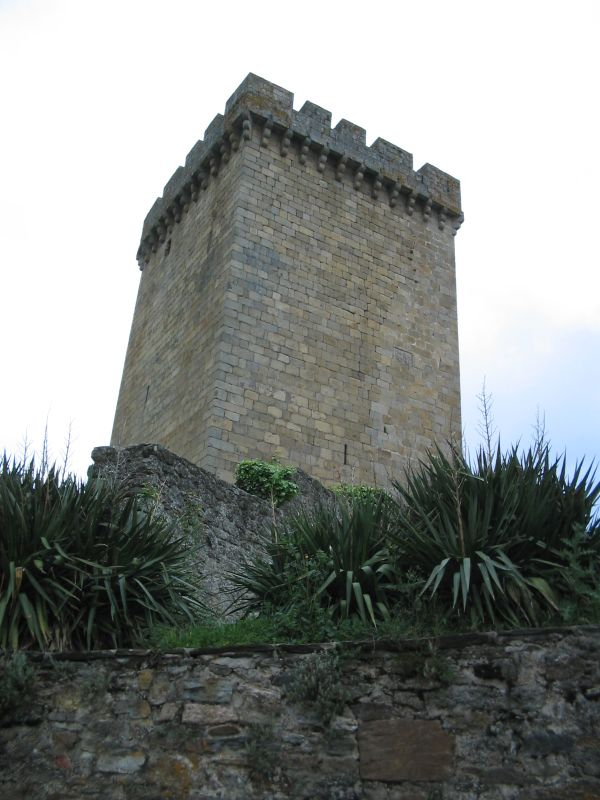
Torre de l'homenatge.